# Heidenreich von Kulm
Heinrich Heidenreich von Kulm (lateinisch Heidenricus Culmensis; * um 1200 in Leipzig; † 29. Juni 1263 in Kulm) war Provinzial des Dominikanerordens in Polen und der erste Bischof von Kulm im Deutschordensland Preußen.

## Leben
Heidenreich war kein Pole (alterius linguae), wahrscheinlich Deutscher, möglicherweise der gleichnamige Prior aus Leipzig.
1238 wurde er zum Provinzial der Ordensprovinz Polonia des Dominikanerordens berufen und war dieses auch noch zwei Jahre später. Er war wahrscheinlich an der Gründung des Dominikanerklosters in Kulm beteiligt.
Am 10. März 1246 wurde Heidenreich erstmals als Bischof von Kulm bezeichnet, in einer Einigung zwischen dem Deutschen Orden und der Stadt Lübeck. Der preußische Bischof Christian war Ende des Vorjahres gestorben.
Heidenreich trat in den folgenden Jahren mehrmals als Vermittler zwischen dem Deutschen Orden und anderen auf, wie dem Erzbischof Albert von Riga. 1249 war er der einzige Bischof in Preußen, der am Friedensschluss des Deutschen Ordens mit den Prußen in Christburg anwesend war. In diesem Jahr wurde er vom Papst zum Konservator des Deutschen Ordens für fünf Jahre berufen.
1251 verlieh Heidenreich der Stadt Culmsee, die zu seinem weltlichen Territorium gehörte, das Stadtrecht und gründete eine Kathedrale.
In diesem Jahr erhielt er vom Papst den Auftrag, den litauischen Herrscher Mindaugas zum König zu krönen, dort eine Kathedrale zu gründen und einen Bischof einzusetzen. 1253 erfolgte die Krönung und der Ordensritter Christian wurde in dieser Zeit zum ersten katholischen Bischof in Litauen geweiht.
1256 begleitete Heidenreich den böhmischen König Otakar II. und den Deutschen Orden beim Kriegszug in das Samland. 1258 war er bei der Einigung der brandenburgischen Markgrafenbrüder Johann I. und Otto III. über eine Teilung ihres Landes anwesend.
Heidenreich starb 1263 und wurde im Dominikanerkloster in Kulm beigesetzt.
Von ihm sind Fragmente von religiösen Schriften bekannt und teilweise erhalten.